# Độ phát xạ

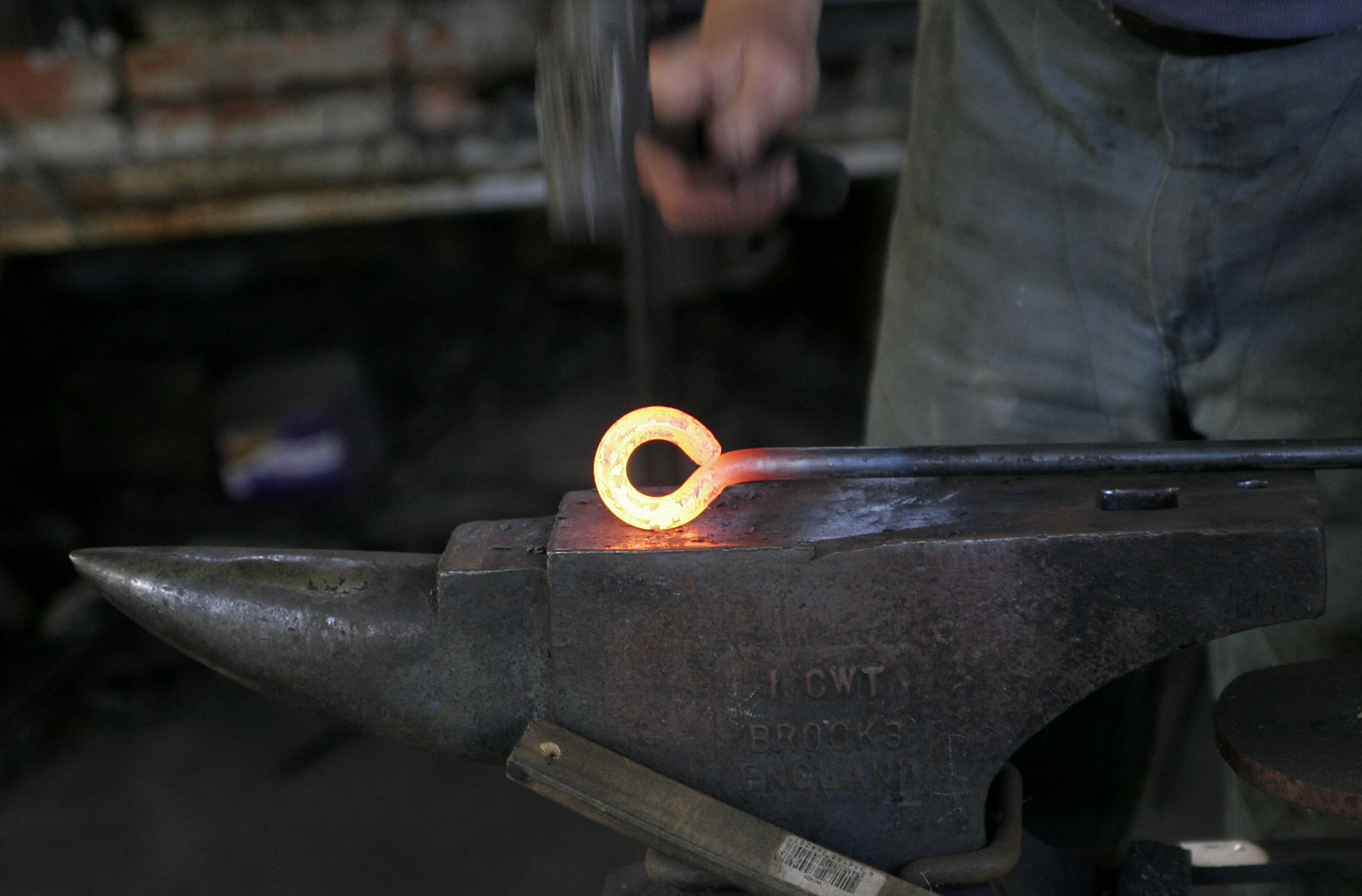
Thợ rèn làm việc với sắt khi nó đủ nóng để mềm hơn và dễ gia công hơn, lúc đó sắt phát ra bức xạ nhiệt nhìn thấy rõ.

Độ phát xạ của bề mặt vật liệu là tỷ lệ của bức xạ nhiệt từ một bề mặt so với bức xạ từ một bề mặt đen lý tưởng ở cùng nhiệt độ. Bức xạ vật đen lý tưởng tuân theo định luật Stefan Muff Boltzmann. Còn bức xạ của vật liệu thực tế sẽ khác và thường nhỏ hơn bức xạ của vật đen lý tưởng ở cùng một nhiệt độ. Do vậy, tỷ lệ nêu trên là một số dương nhỏ hơn 1. Độ phát xạ càng gần 1 thì bề mặt càng có khả năng phát xạ mạnh bằng với vật đen tuyệt đối.
Như vậy, độ phát xạ thể hiện mức độ hiệu quả trong việc bức xạ nhiệt của vật thể. Bức xạ nhiệt là bức xạ điện từ. Với các vật thể thông dụng trong đời sống, có nhiệt độ gần với nhiệt độ môi trường sống trên Trái Đất, bức xạ nhiệt mạnh nhất ở vùng bước sóng hồng ngoại. Các vật thể nóng hơn thì bức xạ nhiệt của chúng mạnh ở vùng bước sóng ngắn hơn.
Bề mặt của một vật thể đen hoàn hảo (có độ phát xạ là 1) phát ra bức xạ nhiệt với công suất xấp xỉ 448 Watt trên một mét vuông ở nhiệt độ phòng (25 °C, 298,15K). Các vật thể thực tế sẽ bức xạ với công suất thấp hơn.
Độ phát xạ quan trọng cho một số ứng dụng:
- Cửa sổ cách nhiệt - vào mùa lạnh, các bề mặt cửa sổ có thể bị mất nhiệt bởi dẫn nhiệt với không khí, nhưng chúng cũng mất nhiệt do bức xạ nhiệt. Cơ chế mất nhiệt thứ hai này rất quan trọng đối với các cửa sổ kính đơn giản, có độ phát xạ gần với giá trị tối đa là 1. "Cửa sổ Low-E" với lớp phủ phát xạ thấp trong suốt phát ra bức xạ nhiệt ít hơn so với cửa sổ thông thường.[3] Vào mùa đông, những lớp phủ này có thể giảm một nửa lượng nhiệt bị thất thoát so với cửa sổ bằng kính không tráng phủ.[4]

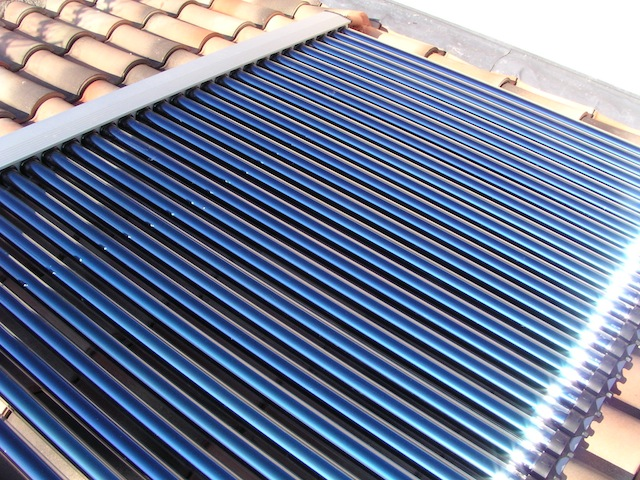
Hệ thống sưởi ấm nước bằng năng lượng mặt trời dựa trên các bộ thu ống thủy tinh chân không. Ánh sáng Mặt Trời được hấp thụ bên trong mỗi ống bởi một bề mặt chọn lọc. Bề mặt hấp thụ ánh sáng Mặt Trời gần như hoàn toàn, nhưng có độ phát xạ nhiệt thấp nên mất rất ít nhiệt. Các bề mặt đen thông thường cũng hấp thụ ánh sáng Mặt Trời khá hiệu quả, nhưng chúng lại bức xạ nhiệt rất nhiều.

- Bộ thu nhiệt mặt trời - các hệ thống làm nóng nước bằng năng lượng Mặt Trời có thể bị thất thoát nhiệt do bức xạ nhiệt. Bộ thu năng lượng mặt trời tiên tiến kết hợp các bề mặt chọn lọc có độ phát xạ rất thấp. Những bộ thu này lãng phí rất ít năng lượng Mặt Trời bị thoát ra do bức xạ nhiệt.[5]
- Che chắn nhiệt - Để bảo vệ các cấu trúc, như tàu vũ trụ, hoặc máy bay siêu âm, khỏi nhiệt độ bề mặt cao, có thể sử dụng các lớp phủ có gốm cách nhiệt cộng với lớp bên ngoài phát xạ cao (HEC), với các giá trị phát xạ gần 0,9.[6] Điều này tạo điều kiện làm mát bức xạ và bảo vệ cấu trúc bên dưới. Đây là một phương án thay thế cho cách làm mát bằng lớp phủ bốc bay, vốn được sử dụng trong buồng đổ bộ dùng một lần.
- Nhiệt độ hành tinh - các hành tinh là các hệ thống thu nhận năng lượng Mặt Trời trên quy mô lớn. Nhiệt độ của bề mặt hành tinh được xác định bởi sự cân bằng giữa nhiệt lượng mà hành tinh hấp thụ từ ánh sáng Mặt Trời, với nhiệt phát ra từ lõi của nó và bức xạ nhiệt trở lại không gian. Độ phát xạ của một hành tinh được xác định bởi bản chất của bề mặt và bầu khí quyển của nó.[7]
- Đo nhiệt độ - nhiệt kế bức xạ và camera hồng ngoại là những công cụ dùng để đo nhiệt độ của một vật thể bằng cách sử dụng bức xạ nhiệt của nó; mà không cần phải chạm vào vật thể. Việc hiệu chuẩn của các dụng cụ này liên quan đến độ phát xạ của các bề mặt được đo.[8]

## Định nghĩa toán học

### Độ phát xạ bán cầu
Độ phát xạ bán cầu của một bề mặt, ký hiệu là ε, được định nghĩa là 
{\displaystyle \varepsilon ={\frac {M_{\mathrm {e} }}{M_{\mathrm {e} }^{\circ }}},}
với
- Me là nhiệt lượng thoát ra từ bề mặt đó;
- Me° là nhiệt lượng thoát ra từ bề mặt vật thể đen ở cùng nhiệt độ và cùng cấu trúc hình học.

### Độ phát xạ phổ bán cầu
Độ phát xạ phổ bán cầu theo tần số và độ phát xạ phổ bán cầu theo bước sóng của một bề mặt, ký hiệu là εν và ελ tương ứng, được định nghĩa là 
{\displaystyle \varepsilon _{\nu }={\frac {M_{\mathrm {e} ,\nu }}{M_{\mathrm {e} ,\nu }^{\circ }}},}
{\displaystyle \varepsilon _{\lambda }={\frac {M_{\mathrm {e} ,\lambda }}{M_{\mathrm {e} ,\lambda }^{\circ }}},}
với
- Me,ν là nhiệt lượng bức xạ tại tần số n của bề mặt đó;
- Me,ν° là nhiệt lượng bức xạ tại tần số n của vật thể đen có cùng nhiệt độ và cùng cấu trúc hình học;
- Me,λ là nhiệt lượng bức xạ tại bước sóng l của bề mặt đó;
- Me,λ° là nhiệt lượng bức xạ tại bước sóng l của vật thể đen ở cùng nhiệt độ và cùng cấu trúc hình học.

### Độ phát xạ định hướng
Độ phát xạ định hướng của một bề mặt, ký hiệu là ε Ω, được định nghĩa là 
{\displaystyle \varepsilon _{\Omega }={\frac {L_{\mathrm {e} ,\Omega }}{L_{\mathrm {e} ,\Omega }^{\circ }}},}
với
- Le,Ω là độ rọi của bề mặt đó;
- Le,Ω° là độ rọi của vật thể đen ở cùng nhiệt độ và cùng cấu trúc hình học.

### Độ phát xạ phổ định hướng
Độ phát xạ phổ định hướng theo tần số và độ phát xạ phổ định hướng theo bước sóng của một bề mặt, ký hiệu là εν,Ω và ελ,Ω tương ứng, được định nghĩa là 
{\displaystyle \varepsilon _{\nu ,\Omega }={\frac {L_{\mathrm {e} ,\Omega ,\nu }}{L_{\mathrm {e} ,\Omega ,\nu }^{\circ }}},}
{\displaystyle \varepsilon _{\lambda ,\Omega }={\frac {L_{\mathrm {e} ,\Omega ,\lambda }}{L_{\mathrm {e} ,\Omega ,\lambda }^{\circ }}},}
với
- Le,Ω, ν là độ rọi phổ theo tần số của bề mặt đó;
- Le,Ω, ν° là độ rọi phổ theo tần số của vật đen ở cùng nhiệt độ và cùng cấu trúc hình học;
- Le,Ω,λ là độ rọi phổ theo bước sóng của bề mặt đó;
- Le,Ω,λ ° là độ rọi phổ theo bước sóng của vật đen ở cùng nhiệt độ và cùng cấu trúc hình học.

## Độ phát xạ của một số bề mặt
Độ phát xạ ε có thể được đo bằng thiết bị đơn giản như khối lập phương của Leslie kết hợp với một máy dò bức xạ nhiệt như một pin nhiệt hoặc một vi nhiệt kế. Thiết bị so sánh bức xạ nhiệt từ một bề mặt được kiểm tra với bức xạ nhiệt từ một mẫu đen gần như lý tưởng. Các máy dò có cấu tạo gồm một vật hấp thụ bức xạ màu đen, gắn với một nhiệt kế rất nhạy, ghi lại sự tăng nhiệt độ của vật hấp thụ khi tiếp xúc với bức xạ nhiệt. Để đo độ phát xạ, ở nhiệt độ phòng, các máy dò phải hấp thụ được gần như hoàn toàn bức xạ nhiệt ở bước sóng hồng ngoại cỡ 10×10-6 mét. Ánh sáng nhìn thấy có bước sóng khoảng 0,4 đến 0,7 × 10-6 mét.
Các phép đo độ phát xạ cho nhiều bề mặt được ghi chép lại trong nhiều tài liệu. Một số trong số này được liệt kê trong bảng sau.
| Vật liệu                                                                              | Độ phát xạ     |
| ------------------------------------------------------------------------------------- | -------------- |
| Lá nhôm                                                                               | 0,03           |
| Nhôm anốt hóa                                                                         | 0,9            |
| Nhựa đường                                                                            | 0,88           |
| Gạch                                                                                  | 0,90           |
| Bê tông thô                                                                           | 0,91           |
| Đồng đánh bóng                                                                        | 0,04           |
| Đồng oxy hóa                                                                          | 0,87           |
| Thủy tinh mịn (không tráng)                                                           | 0,95           |
| Nước đá                                                                               | 0,97           |
| Đá vôi                                                                                | 0,92           |
| Đá cẩm thạch đánh bóng                                                                | 0,89 đến 0,92  |
| Sơn (bao gồm một số loại sơn trắng)                                                   | 0,9            |
| Giấy trắng                                                                            | 0,88 đến 0,86  |
| Thạch cao thô                                                                         | 0,89           |
| Bạc đánh bóng                                                                         | 0,02           |
| Bạc oxy hóa                                                                           | 0,04           |
| Da người                                                                              | 0,97 đến 0,999 |
| Tuyết                                                                                 | 0,8 đến 0,9    |
| Hợp chất silic với kim loại chuyển tiếp (ví dụ MoSi2 hoặc WSi<sub id="mwAQs">2</sub>) | 0,86 đến 0,93  |
| Nước tinh khiết                                                                       | 0,96           |

Ghi chú:

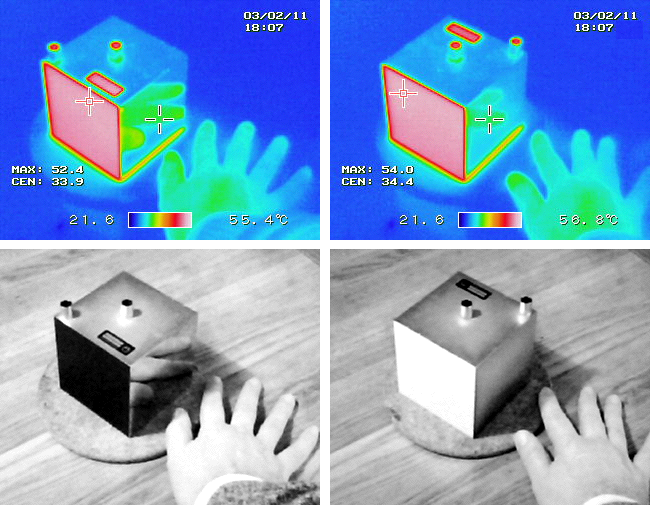
Hình ảnh của một khối nhôm Leslie. Các bức ảnh màu được chụp bằng camera hồng ngoại; những bức ảnh đen trắng bên dưới được chụp bằng một chiếc máy ảnh thông thường. Tất cả các mặt của khối lập phương có cùng nhiệt độ khoảng 55 C. Mặt của khối lập phương được sơn màu đen, và cả mặt được sơn màu trắng, đều có độ phát xạ lớn, được biểu thị bằng màu đỏ trong ảnh hồng ngoại. Mặt được đánh bóng của khối lập phương có độ phát xạ thấp được biểu thị bằng màu xanh lam và phản chiếu hình ảnh của bàn tay ấm.

1. Những độ phát xạ này là tổng độ phát xạ bán cầu từ các bề mặt.
2. Các giá trị của độ phát xạ nêu trên được đo cho các lớp vật liệu có độ dày quang học lớn. Điều này có nghĩa là độ hấp thụ ở bước sóng điển hình của bức xạ nhiệt không phụ thuộc vào độ dày của vật liệu. Vật liệu rất mỏng bức xạ nhiệt ít hơn vật liệu dày hơn.

## Độ hấp thụ
Có một mối quan hệ cơ bản, thông qua định luật bức xạ nhiệt năm 1859 của Gustav Kirchhoff, giữa độ phát xạ của một bề mặt và độ hấp thụ của cùng bề mặt này: chúng luôn bằng nhau.
Định luật Kirchhoff giải thích tại sao độ phát xạ không thể vượt quá 1, vì độ hấp thụ lớn nhất - tương ứng với sự hấp thụ hoàn toàn tất cả bức xạ chiếu tới, bởi một vật thể đen tuyệt đối - cũng là 1. Do đó, các bề mặt kim loại giống như gương phản chiếu ánh sáng mạnh, cũng sẽ có độ phát xạ thấp, vì ánh sáng phản xạ không bị hấp thụ. Một bề mặt bạc đánh bóng có độ phát xạ khoảng 0,02 ở nhiệt độ phòng. Muội đen hấp thụ bức xạ nhiệt rất tốt; nó có độ phát xạ lớn tới 0,97 và do đó bồ hóng có thể coi xấp xỉ là vật đen lý tưởng.
Ngoại trừ các bề mặt kim loại trần, được đánh bóng, vẻ bề ngoài của một bề mặt, qan sát bởi mắt thường, không giúp dễ dàng đánh giá độ phát xạ ở nhiệt độ phòng. Ví dụ, tuy sơn trắng hấp thụ rất ít ánh sáng nhìn thấy được, nhưng, ở bước sóng hồng ngoại 10x10-6 mét, sơn nói chung và sơn trắng nói riêng lại có thể hấp thụ bức xạ hồng ngoại rất tốt và có độ phát xạ cao. Tương tự, nước tinh khiết hấp thụ rất ít ánh sáng khả kiến, nhưng nó lại là chất hấp thụ hồng ngoại mạnh và có độ phát xạ cao tương ứng.

### Độ phát xạ phổ định hướng
Ngoài độ phát xạ bán cầu tổng cộng được biên soạn trong bảng trên, cũng có các phép đo độ phát xạ phổ định hướng phức tạp hơn. Độ phát xạ này phụ thuộc vào bước sóng và góc tới của bức xạ nhiệt. Định luật Kirchhoff vẫn áp dụng một cách chính xác cho độ phát xạ phức tạp hơn này: độ phát xạ theo một hướng cụ thể, và ở một bước sóng cụ thể, bằng với độ hấp thụ tại cùng hướng và bước sóng. Độ phát xạ bán cầu tổng cộng là trung bình có trọng số của độ phát xạ phổ định hướng; được mô tả bởi sách giáo khoa về "truyền nhiệt bức xạ".

## Đơn vị SI đo bức xạ
| Năng lượng bức xạ                        | Qe             | Joule                                         | J               | M⋅L2⋅T−2  | Năng lượng bức xạ điện từ trường |
| Mật độ năng lượng bức xạ                 | we             | Joule trên mét khối                           | J/m3            | M⋅L−1⋅T−2 | Năng lượng bức xạ trong một đơn vị thể tích |
| Công suất bức xạ                         | Φe             | Watt                                          | W = J/s         | M⋅L2⋅T−3  | Năng lượng bức xạ được truyền tải (phát xạ, phản xạ, truyền qua, hấp thụ, ...) trong một đơn vị thời gian                                                                                     |
| Công suất phổ bức xạ                     | Φe,ν           | Watt trên Hertz                               | W/Hz            | M⋅L2⋅T−2  | Công suất phát xạ trên đơn vị tần số hoặc bước sóng |
| Công suất phổ bức xạ                     | Φe,λ           | Watt trên mét                                 | W/m             | M⋅L⋅T−3   | Công suất phát xạ trên đơn vị tần số hoặc bước sóng |
| Cường độ bức xạ                          | Ie,Ω           | Watt trên steradian                           | W/sr            | M⋅L2⋅T−3  | Công suất bức xạ trên một đơn vị góc khối. Đây là đơn vị có hướng. |
| Cường độ phổ bức xạ                      | Ie,Ω,ν         | Watt trên steradian trên Hertz                | W⋅sr−1⋅Hz−1     | M⋅L2⋅T−2  | Cường độ bức xạ trên một đơn vị tần số hoặc bước sóng. Đây là đơn vị có hướng |
| Cường độ phổ bức xạ                      | Ie,Ω,λ         | Watt trên steradian trên mét                  | W⋅sr−1⋅m−1      | M⋅L⋅T−3   | Cường độ bức xạ trên một đơn vị tần số hoặc bước sóng. Đây là đơn vị có hướng |
| Độ rọi chiếu xạ                          | Le,Ω           | Watt trên steradian trên mét vuông            | W⋅sr−1⋅m−2      | M⋅T−3     | Công suất bức xạ chiếu vào một bề mặt, trên một đơn vị góc khối & một đơn vị diện tích. Đây là đơn vị có hướng.                                                                               |
| Độ rọi phổ chiếu xạ                      | Le,Ω,ν         | Watt trên steradian trên mét vuông trên Hertz | W⋅sr−1⋅m−2⋅Hz−1 | M⋅T−2     | Độ rọi chiếu xạ của một bề mặt trên đơn vị tần số hoặc đơn vị bước sóng. Đây là đơn vị có hướng.                                                                                              |
| Độ rọi phổ chiếu xạ                      | Le,Ω,λ         | Watt trên steradian trên mét vuông trên mét   | W⋅sr−1⋅m−3      | M⋅L−1⋅T−3 | Độ rọi chiếu xạ của một bề mặt trên đơn vị tần số hoặc đơn vị bước sóng. Đây là đơn vị có hướng.                                                                                              |
| Mật độ công suất chiếu xạ                | Ee             | Watt trên mét vuông                           | W/m2            | M⋅T−3     | Công suất bức xạ chiếu vào một bề mặt trên một đơn vị diện tích. |
| Mật độ phổ công suất chiếu xạ            | Ee,ν           | Watt trên mét vuông trên Hertz                | W⋅m−2⋅Hz−1      | M⋅T−2     | Mật độ công suất chiếu xạ trên một đơn vị tần số hoặc bước sóng. |
| Mật độ phổ công suất chiếu xạ            | Ee,λ           | Watt trên mét vuông, trên mét                 | W/m3            | M⋅L−1⋅T−3 | Mật độ công suất chiếu xạ trên một đơn vị tần số hoặc bước sóng. |
| Độ bức xạ                                | Je             | Watt trên mét vuông                           | W/m2            | M⋅T−3     | Công suất bức xạ đi ra từ một bề mặt (có thể do phát xạ, phản xạ hoặc truyền qua) trên một đơn vị diện tích.                                                                                  |
| Độ bức xạ phổ                            | Je,ν           | Watt trên mét vuông, trên Hertz               | W⋅m−2⋅Hz−1      | M⋅T−2     | Công suất bức xạ đi ra từ một bề mặt, trên một đơn vị diện tích, và trên một đơn vị tần số hoặc bước sóng.                                                                                    |
| Độ bức xạ phổ                            | Je,λ           | Watt trên mét vuông, trên mét                 | W/m3            | M⋅L−1⋅T−3 | Công suất bức xạ đi ra từ một bề mặt, trên một đơn vị diện tích, và trên một đơn vị tần số hoặc bước sóng.                                                                                    |
| Công suất phát xạ                        | Me             | watt per square metre                         | W/m2            | M⋅T−3     | Công suất bức xạ đi ra từ một bề mặt theo cơ chế phát xạ, trên một đơn vị diện tích. |
| Công suất phổ phát xạ                    | Me,ν           | Watt trên mét vuông, trên Hertz               | W⋅m−2⋅Hz−1      | M⋅T−2     | Công suất phát xạ trên một đơn vị tần số hoặc bước sóng. |
| Công suất phổ phát xạ                    | Me,λ           | Watt trên mét vuông, trên mét                 | W/m3            | M⋅L−1⋅T−3 | Công suất phát xạ trên một đơn vị tần số hoặc bước sóng. |
| Mật độ diện tích năng lượng chiếu xạ     | He             | Joule trên mét vuông                          | J/m2            | M⋅T−2     | Tổng năng lượng chiếu vào một bề mặt, trên một đơn vị diện tích. |
| Mật độ diện tích phổ năng lượng chiếu xạ | He,ν           | Joule trên mét vuông, trên Hertz              | J⋅m−2⋅Hz−1      | M⋅T−1     | Tổng năng lượng chiếu vào một bề mặt, trên một đơn vị diện tích, trên một đơn vị tần số hoặc bước sóng.                                                                                       |
| Mật độ diện tích phổ năng lượng chiếu xạ | He,λ           | Joule trên mét vuông, trên mét                | J/m3            | M⋅L−1⋅T−2 | Tổng năng lượng chiếu vào một bề mặt, trên một đơn vị diện tích, trên một đơn vị tần số hoặc bước sóng.                                                                                       |
| Độ phát xạ bán cầu                       | ε              | không áp dụng                                 | không áp dụng   | 1         | Công suất phát xạ của một bề mặt, chia cho công suất phát xạ của bề mặt vật đen ở cùng nhiệt độ.                                                                                              |
| Độ phát xạ phổ bán cầu                   | εν hoặc ελ     | không áp dụng                                 | không áp dụng   | 1         | Công suất phổ phát xạ của một bề mặt, chia cho công suất phổ phát xạ của bề mặt vật đen ở cùng nhiệt độ.                                                                                      |
| Độ phát xạ định hướng                    | εΩ             | không áp dụng                                 | không áp dụng   | 1         | Độ rọi phát xạ của một bề mặt, chia cho độ rọi phát xạ của bề mặt vật đen ở cùng nhiệt độ. |
| Độ phát xạ phổ định hướng                | εΩ,ν hoặc εΩ,λ | không áp dụng                                 | không áp dụng   | 1         | Độ rọi phổ phát xạ của một bề mặt, chia cho độ rọi phổ phát xạ của bề mặt vật đen ở cùng nhiệt độ.                                                                                            |
| Độ hấp thụ bán cầu                       | A              | không áp dụng                                 | không áp dụng   | 1         | Công suất bức xạ bị hấp thụ bởi một bề mặt, chia cho tổng công suất bức xạ chiếu vào bề mặt đó.                                                                                               |
| Độ hấp thụ phổ bán cầu                   | Aν hoặc Aλ     | không áp dụng                                 | không áp dụng   | 1         | Công suất phổ bức xạ bị hấp thụ bởi một bề mặt, chia cho tổng công suất phổ bức xạ chiếu vào bề mặt đó.                                                                                       |
| Độ hấp thụ định hướng                    | AΩ             | không áp dụng                                 | không áp dụng   | 1         | Độ rọi chiếu xạ bị hấp thụ bởi một bề mặt, chia cho tổng độ rọi chiếu xạ nhận được bởi bề mặt đó.                                                                                             |
| Độ hấp thụ phổ định hướng                | AΩ,ν hoặc AΩ,λ | không áp dụng                                 | không áp dụng   | 1         | Độ rọi phổ chiếu xạ bị hấp thụ bởi một bề mặt, chia cho tổng độ rọi phổ chiếu xạ nhận được bởi bề mặt đó                                                                                      |
| Độ phản xạ bán cầu                       | R              | không áp dụng                                 | không áp dụng   | 1         | Công suất bức xạ bị phản xạ bởi một bề mặt, chia cho tổng công suất bức xạ chiếu vào bề mặt đó.                                                                                               |
| Độ phản xạ phổ bán cầu                   | Rν hoặc Rλ     | không áp dụng                                 | không áp dụng   | 1         | Công suất phổ bức xạ bị phản xạ bởi một bề mặt, chia cho tổng công suất phổ bức xạ chiếu vào bề mặt đó.                                                                                       |
| Độ phản xạ định hướng                    | RΩ             | không áp dụng                                 | không áp dụng   | 1         | Độ rọi chiếu xạ bị phản xạ bởi một bề mặt, chia cho tổng độ rọi chiếu xạ nhận được bởi bề mặt đó.                                                                                             |
| Độ phản xạ phổ định hướng                | RΩ,ν hoặc RΩ,λ | không áp dụng                                 | không áp dụng   | 1         | Độ rọi phổ chiếu xạ bị phản xạ bởi một bề mặt, chia cho tổng độ rọi phổ chiếu xạ nhận được bởi bề mặt đó.                                                                                     |
| Độ truyền qua bán cầu                    | T              | không áp dụng                                 | không áp dụng   | 1         | Công suất bức xạ được truyền qua bởi một bề mặt, chia cho tổng công suất bức xạ chiếu vào bề mặt đó.                                                                                          |
| Độ truyền qua phổ bán cầu                | Tν hoặc Tλ     | không áp dụng                                 | không áp dụng   | 1         | Công suất phổ bức xạ được truyền qua bởi một bề mặt, chia cho tổng công suất phổ bức xạ chiếu vào bề mặt đó.                                                                                  |
| Độ truyền qua định hướng                 | TΩ             | không áp dụng                                 | không áp dụng   | 1         | Độ rọi chiếu xạ được truyền qua bởi một bề mặt, chia cho tổng độ rọi chiếu xạ nhận được bởi bề mặt đó.                                                                                        |
| Độ truyền qua phổ định hướng             | TΩ,ν hoặc TΩ,λ | không áp dụng                                 | không áp dụng   | 1         | Độ rọi phổ chiếu xạ được truyền qua bởi một bề mặt, chia cho tổng độ rọi phổ chiếu xạ nhận được bởi bề mặt đó.                                                                                |
| Hệ số suy giảm bán cầu                   | μ              | trên mét                                      | m−1             | L−1       | Công suất bức xạ bị hấp thụ và tán xạ bởi một thể tích vật chất, trên một đơn vị chiều dài dọc đường lan truyền của bức xạ, chia cho tổng công suất bức xạ nhận được bởi thể tích đó.         |
| Hệ số suy giảm phổ bán cầu               | μν hoặc μλ     | trên mét                                      | m−1             | L−1       | Công suất phổ bức xạ bị hấp thụ và tán xạ bởi một thể tích vật chất, trên một đơn vị chiều dài dọc đường lan truyền của bức xạ, chia cho tổng công suất phổ bức xạ nhận được bởi thể tích đó. |
| Hệ số suy giảm định hướng                | μΩ             | trên mét                                      | m−1             | L−1       | Độ rọi chiếu xạ bị hấp thụ và tán xạ bởi một thể tích vật chất, trên một đơn vị chiều dài dọc đường lan truyền của bức xạ, chia cho tổng độ rọi chiếu xạ nhận được bởi thể tích đó.           |
| Hệ số suy giảm phổ định hướng            | μΩ,ν hoặc μΩ,λ | trên mét                                      | m−1             | L−1       | Độ rọi phổ chiếu xạ bị hấp thụ và tán xạ bởi một thể tích vật chất, trên một đơn vị chiều dài dọc đường lan truyền của bức xạ, chia cho tổng độ rọi phổ chiếu xạ nhận được bởi thể tích đó.   |
| Xem thêm: SI · Đo bức xạ · Quang trắc    |                |                                               |                 |           | |

1. ↑  Các tổ chức tiêu chuẩn khuyến nghị các đại lượng vật lý dành cho bức xạ nên được ký hiệu với chữ "e" để tránh nhầm với các đại lượng quang trắc.
2. 1 2 3 4 5  Các ký hiệu khác có thể là: W hay E cho năng lượng bức xạ, P hoặc F cho công suất bức xạ, I cho mật độ công suất bức xạ, W cho công suất phát xạ.
3. 1 2 3 4 5 6 7  Các đại lượng phổ trên đơn vị tần số được ký hiệu với chữ "ν", không nên nhầm với chữ "v" sử dụng trong quang trắc.
4. 1 2 3 4 5 6 7  Các đại lượng phổ trên đơn vị bước sóng được ký hiệu với chữ "λ".
5. 1 2  Các đại lượng có hướng được ký hiệu với chữ  "Ω".